# Doutrina MB
A Doutrina MB foi a doutrina de política externa adotada pelo presidente sul-coreano Lee Myung-bak. Em resumo, a política externa de Lee Myung-bak era caracterizada por três prioridades: resolução da questão nuclear norte-coreana, fortalecimento da aliança entre Coreia do Sul e Estados Unidos, e assistência para o Norte condicionada à desnuclearização.